# Los mejores relatos de Roald Dahl
The best of Roald Dahl (publicado en Estados Unidos con el nombre de The Umbrella Man and Other Stories) es una antología de trece cuentos escritos por el escritor británico de ascendencia noruega Roald Dahl. Las historias del libro, escritas para adultos, se han seleccionado para un público adolescente. Todos los cuentos incluidos en este recopilatorio se publicaron primero en otros libros; se enumeran las fuentes. 
Los cuentos, excepto el relato bélico “Katina”, poseen un sentido del humor seco, irónico, estrafalario, o incluso macabro. Generalmente, suelen acabar con giros inesperados del argumento.

## Los cuentos: atención, desvela el final
- El gran gramatizador automático ("The Great Automatic Grammatizator" de la colección Alguien como tú): Un hombre con una forma de pensar mecánica se cuestiona las reglas gramaticales y dice que están fijadas por principios matemáticos. Ahondando en esta idea, es capaz de crear una máquina gigantesca que puede escribir una novela galardonada en apenas quince minutos. La historia termina de forma aterradora, puesto que cada vez más escritores de todo el mundo se ven obligados a venderse a dicha máquina y con ello desaparece toda esperanza de creatividad humana.
- La señora Bixby y el abrigo del coronel ("Mrs. Bixby and the Colonel's Coat" del libro Kiss Kiss que no está traducido al español): La señora Bixby engaña a su marido, que es dentista, con un coronel rico y elegante. Cuando termina su relación, el coronel envía a la Sra. Bixby un precioso y lujoso abrigo de visón. En un intento por explicar la procedencia del abrigo, la Sra. Bixby se inventa una mentira muy elaborada con la ayuda de la tienda de empeño, pero su marido le la vuelta a la situación, dándole el abrigo a otra mujer y dando a entender que el también engaña a su mujer.
- El mayordomo (The Butler de More tales of the Unexpected que no está traducido al español): Una pareja odiosa de nuevos ricos intenta hacerse un nombre celebrando cenas en su casa, para lo que contratan un mayordomo y un cocinero. Sin embargo, las cenas no resultan demasiado exitosas. Los sirvientes recomiendan al marido que compre vinos caros en lugar del detestable tinto que sirve habitualmente para amenizar la velada y el hombre les sigue la corriente. El mayordomo y el cocinero sacan provecho de esta idea, quedándose el vino bueno, y ridiculizan a la “sofisticada” pareja.
- Hombre del sur ("Man from the South" de Alguien como tú): En un centro turístico costero en Jamaica, un extraño anciano hace una apuesta con un chico estadounidense casi veinteañero. Si el chico puede encender su mechero diez veces seguidas, ganará un flamante Cadillac, pero, si no lo consigue, perderá el dedo meñique de su mano izquierda. Se crea una gran tensión y cuando le queda poco para conseguirlo, aparece una mujer que sabe muy bien lo que cuestan las apuestas del anciano, consigue acabar con este juego absurdo. Cuando esta va a coger las llaves del Cadillac, se ve como le quedan únicamente el pulgar y otro dedo.
- La patrona ("The Landlady" de Kiss Kiss): Un chico de Londres se dirige a Bath por negocios y debe pasar la noche en un bed and breakfast. La patrona, una mujer extraña y un poco excéntrica, le da una cálida bienvenida. La situación apartada de la casa y el hecho de saber que solo dos jóvenes se han alojado allí confunden y asustan al chico. Al final, la mujer —cuyo extraño hobby es la taxidermia — y el chico comparten un té que sabe a almendras amargas, y la propietaria sonríe plácidamente contemplando al que podría ser su nuevo proyecto.
- El placer del clérigo ("Parson's Pleasure" de Kiss Kiss): Un hombre descubre una pieza muy rara de mobiliario del estilo Chippendale en la granja de unos campesinos rudos. Intenta desesperadamente comprar el mueble a un precio bajo, esperando poder venderlo en una subasta para ganar una gran suma de dinero. Finalmente, compra el mueble, pero no consigue llevárselo puesto que acaba destrozado cuando los granjeros intentan meterlo en el coche.
- El hombre del paraguas ("The Umbrella Man" de More tales of the Unexpected): Una madre y su hija conocen a un anciano muy educado en la esquina de una calle y este les ofrece un precioso paraguas de seda a cambio de una libra. Lo compran y entonces la hija se da cuenta de que el “débil” anciano de repente parece más animado. Deciden seguirle y descubren que el caballero es en realidad un estafador muy listo que acude a los bares para tomarse una copa, robar otro paraguas y ¡vuelta a empezar!
- Katina ("Katina" de Over to You: Ten Stories of Flyers and Flying que no está traducido al español): un grupo de pilotos de las fuerzas aéreas británicas (RAF) destinados a Grecia durante la Segunda Guerra Mundial conocen a una joven aterradoramente bella, cuya familia ha sido víctima de la guerra, y esta se convierte en la mascota extraoficial del escuadrón. Al final, una lluvia de balas de los aviones nazis acaba con su frágil vida cuando se planta desafiante, ante estos, levantando los puños al cielo.
- La subida al cielo ("The Way Up to Heaven" de Kiss Kiss): La señora Foster sufre una fobia crónica a la impuntualidad. Su marido parece disfrutar con el cruel deporte de hacerla llegar tarde a propósito, tan solo para hacer enfadar a su mujer. El día en el que la Sra. Foster debe volar a París para visitar a sus nietos, su marido hace de las suyas como siempre. Pero mientras la Sra. Foster se apresura para volver a casa, oye un ruido extraño y entonces decide darse la vuelta e irse hacia el taxi que la está esperando. A su regreso, la Sra. Foster llama a un hombre para “reparar el ascensor”, que estaba atascado entre dos pisos en la casa, y es entonces cuando los lectores pueden adivinar el destino del Sr. Foster.
- Jalea real ("Royal Jelly" de Kiss Kiss): Una pareja de padres primerizos teme por la vida de su hija pequeña, que está peligrosamente por debajo del peso normal para su edad. El padre, un apicultor, recuerda haber oído algo sobre la milagrosa jalea real que las abejas utilizan para transformar una larva en concreto en la abeja reina. Añade esta mezcla a los biberones de su hija, y esta consigue engordar de forma sorprendente. El marido no solo confiesa a su mujer lo que ha hecho, sino que además revela que él mismo tomó grandes cantidades de jalea durante meses para intentar curar su impotencia. La jalea real termina haciendo efecto, pero unos extraños efectos secundarios hacen que el padre y la hija sufran inquietantes metamorfosis.
- La venganza es mía, S.A. ("Vengeance is Mine Inc." de More tales of the Unexpected) : Dos hermanos que no tienen dinero lamentan su destino mientras desayunan y leen la sección de sociedad de un periódico. Mientras leen, urden un plan para vengarse de los crueles escritores del diario a cambio de dinero de patrocinadores ricos. Este plan nada convencional funciona y los hermanos se llenan los bolsillos gracias a él.
- El sibarita ("Taste" de Alguien como tú): un hombre rico que tiene una hija joven y preciosa celebra una cena e invita a un famoso catador de vinos de aguja. Cuando el hombre rico presume de tener un vino que el experto no será capaz de identificar, ambos apuestan de manera alarmante: si el catador descubre la procedencia del vino ¡ganará a la preciosa hija! Después de un elaborado montaje, el experto lo acierta todo; sin embargo, la sirvienta de la familia entra en escena y consigue demostrar que el invitado es un tramposo, y salva a la chica.
- Lady Turton ("Neck" de Alguien como tú): El heredero de un periódico se encuentra de repente comprometido con la voluptuosa y controladora Lady Turton. El hombre ya no puede tomar sus propias decisiones, y tan solo sus amigos y su criado de confianza se dan cuenta de lo destrozado que está por el control que ella ejerce sobre él. Sin embargo, un viaje de fin de semana a su finca brinda a Lord Turton la oportunidad perfecta para involucrarse en un caso amargo de venganza contra su perversa mujer: la cabeza de ella queda atrapada en una escultura y él decide utilizar una sierra afilada para “liberarla”.